# Bernières-sur-Seine
Bernières-sur-Seine település Franciaországban, Eure megyében. Lakosainak száma 1759 fő (2020. január 1.). Bernières-sur-Seine Muids és La Roquette községekkel határos.

## Népesség
A település népességének változása:
| Lakosok száma | 328  | 334  | 336  | 371  | 1759 |
|               | 2013 | 2015 | 2017 | 2018 | 2020 |